# Abe Saperstein
Pour les articles homonymes, voir Saperstein.
Pour les articles homonymes, voir Abe.
Abe M. Saperstein (4 juillet 1902 à Londres–15 mars 1966 à Chicago) était une personnalité américaine du basket-ball. Il est le fondateur du Savoy Big Five, qui devint plus tard la célèbre équipe des Harlem Globetrotters.
Il a été élu au Basketball Hall of Fame en 1970, puis en 1979, au International Jewish Sports Hall of Fame.
Il est enterré au Westlawn Cemetery de Chicago, Illinois.